# Sand Springs (Oklahoma)
Sand Springs ist eine US-amerikanische Stadt im Bundesstaat Oklahoma. Sie erstreckt sich über die Countys Tulsa und Osage. Das U.S. Census Bureau hat bei der Volkszählung 2020 eine Einwohnerzahl von 19.874 ermittelt.

## Geschichte
Die Stadt wurde 1911 von dem Philanthropen Charles Page, einem wohlhabenden Geschäftsmann in Oklahoma, gegründet. Er stellte sich Sand Springs als Zufluchtsort für Waisen und Witwen vor. Page half dabei, Sand Springs als Modellstadt zu gründen und zu entwickeln, die alle Komponenten einer kleinen Gemeinde umfasste. Page kaufte 1908 160 Acres Land in Tulsa County, um dort ein Heim für Waisenkinder zu errichten. Die ersten 27 Kinder wurden in einem Zelt untergebracht. Dieses wurde bald durch ein Fachwerkgebäude ersetzt, das groß genug war, um 50 Kinder unterzubringen.
Page beschloss, auf dem Land westlich des Kinderheims eine Modellgemeinde zu gründen, die Sand Springs heißen sollte. Er bot jedem, der sich dort ansiedeln wollte, kostenloses Land an und eine Prämie von 20.000 Dollar (der Betrag variierte und er bot auch kostenlose Versorgungsleistungen an) für Unternehmen, die sich dort ansiedeln würden. Im Jahr 1911 gründete Page die Sand Springs Railway, eine Überlandbahn, die Sand Springs mit Tulsa verband. Die Stadt wurde im selben Jahr angelegt. Sand Springs wurde 1912 als Stadt mit 400 Einwohnern gegründet.

## Demografie
Nach einer Schätzung von 2019 leben in Sand Springs 21.278 Menschen. Die Bevölkerung teilte sich im selben Jahr auf in 81,5 % Weiße, 2,0 % Afroamerikaner, 8,1 % amerikanische Ureinwohner, 0,8 % Asiaten und 6,6 % mit zwei oder mehr Ethnizitäten. Hispanics oder Latinos aller Ethnien machten 4,8 % der Bevölkerung aus. Das mittlere Haushaltseinkommen lag bei 58.153 US-Dollar und die Armutsquote bei 9,3 %.
| Jahr | Einwohner¹ |
| ---- | ---------- |
| 1920 | 4.067      |
| 1950 | 6.994      |
| 1960 | 7.754      |
| 1970 | 10.555     |
| 1980 | 13.121     |
| 1990 | 15.346     |
| 2000 | 17.451     |
| 2010 | 18.906     |
| 2020 | 19.874     |

¹ 1920 – 2020: Volkszählungsergebnisse

## Infrastruktur
Der U.S. Highway 412 und der Oklahoma State Highway 51 sind die wichtigsten Ost-West-Autobahnen durch die Stadt. Der Oklahoma State Highway 97 verläuft in Nord-Süd-Richtung.
Der William R. Pogue Municipal Airport (ICAO-Code KOWP, IATA-Code OWP), der sich im Besitz der Stadt Sand Springs befindet, hat eine asphaltierte  Start- und Landebahn, die sich 4 Meilen nordwestlich des zentralen Geschäftsviertels der Stadt befindet und hauptsächlich Flugzeuge der allgemeinen Luftfahrt bedient.
Für den kommerziellen Flugverkehr ist der Tulsa International Airport etwa 20 Minuten Fahrt in Richtung Ost-Nordost entfernt.

## Söhne und Töchter der Stadt
- Mae Young (1923–2014), Wrestlerin
- Marques Haynes (1926–2015), Basketballspieler
- Cindy Pickett (* 1947), Schauspielerin